# Arborea, Sardinien
Arborea är en ort och kommun i provinsen Oristano i regionen Sardinien i Italien. Kommunen hade 3 906 invånare (2017).